# Plaza Acevedo
La Plaza Acevedo, popularmente conocida como "Plaza Jurásica" o "Plaza de los Dinosaurios", es una área verde de la ciudad chilena de Concepción, con forma de triángulo, ubicada entre las calles San Juan Bosco, Maipú y Collao. Su nombre rinde homenaje a Luis Acevedo Acevedo, pionero de la aviación en Chile, que falleció el 13 de abril de 1913, al caer su avión en los terrenos donde hoy se ubica la comuna de San Pedro de la Paz. Las autoridades de la época deciden, ese mismo año, crear una plaza en memoria del aviador. El trazado se hizo el 21 de marzo de 1914.

## Descripción
Dentro de la plaza se ubica el Museo de Historia Natural de Concepción, que fue creado el año 1902 por el naturalista británico Edwin Reed Brookman y cuyo actual edificio fue inaugurado el 24 de mayo de 1980. En sus cercanías se ubican los regimientos del Ejército de Chile Chacabuco y Guías, además del consultorio de salud Víctor Manuel Fernández.
En noviembre de 2008 se inauguró en ella un pequeño parque temático, denominado Parque Jurásico, en donde se exhiben juegos y atracciones relacionadas con distintos dinosaurios que existieron en el planeta. Destacan las obras realistas del escultor chileno Jorge Barba López que reproducen diferentes dinosaurios en tamaño real.

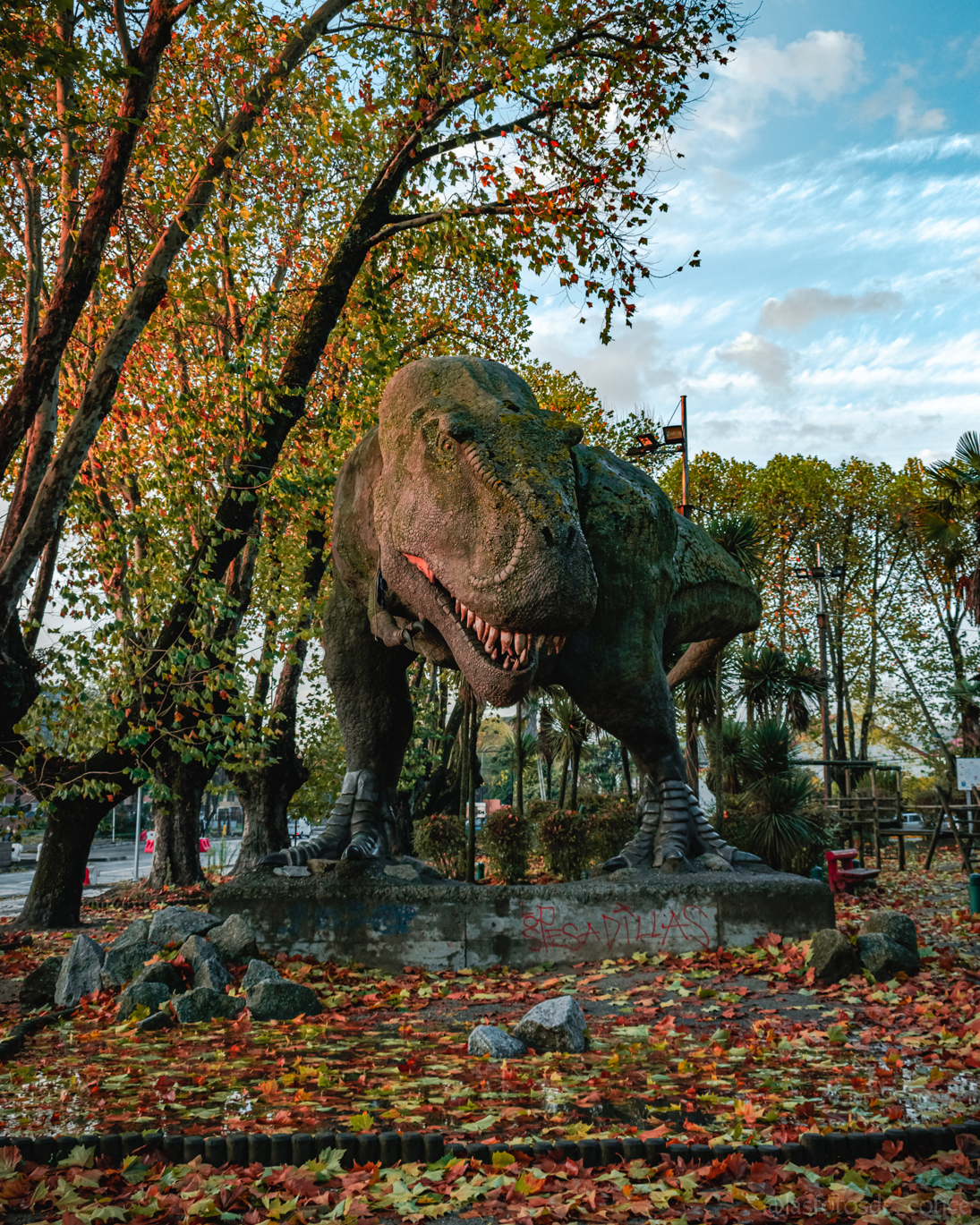
Tiranosaurio Rex
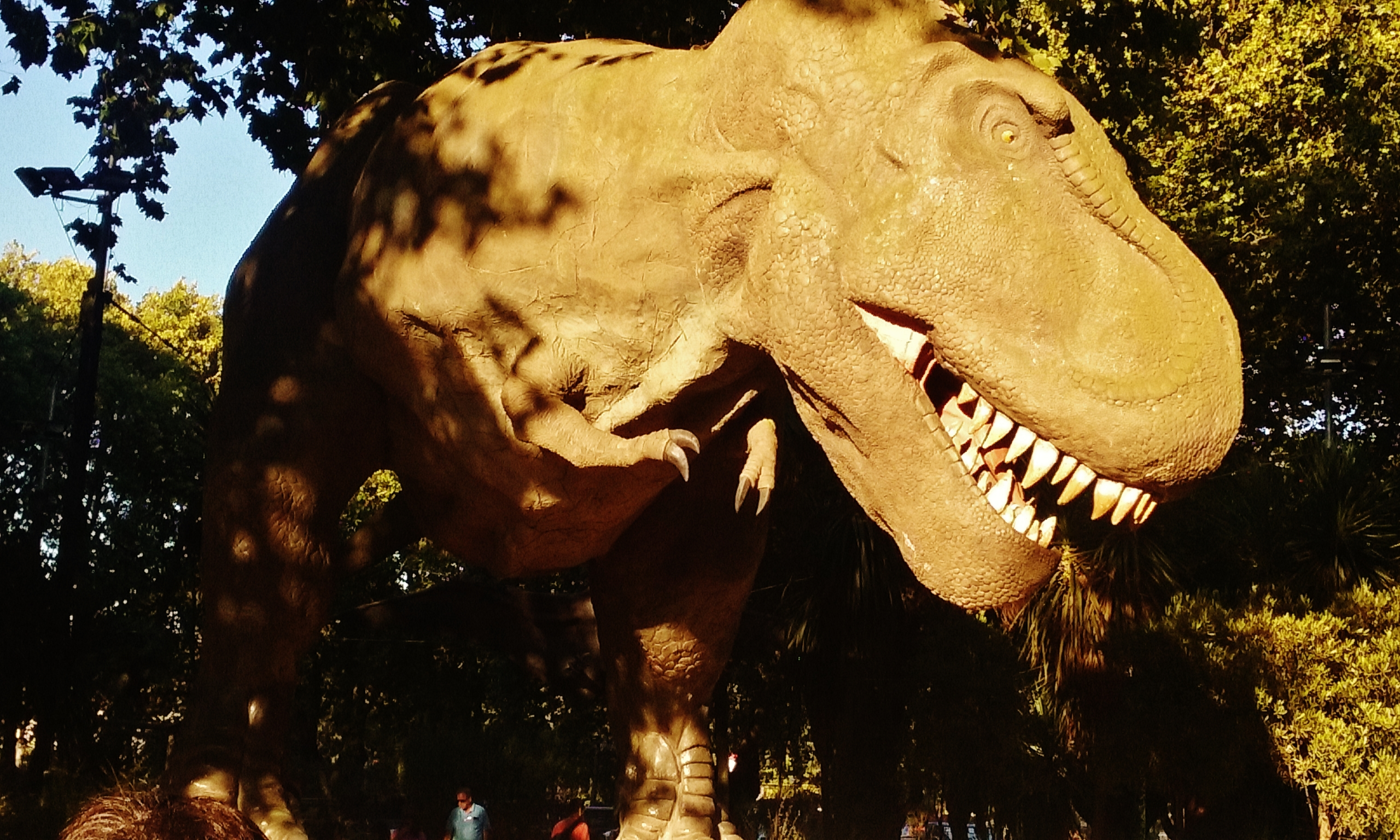
Detalle del Tiranosaurio Rex
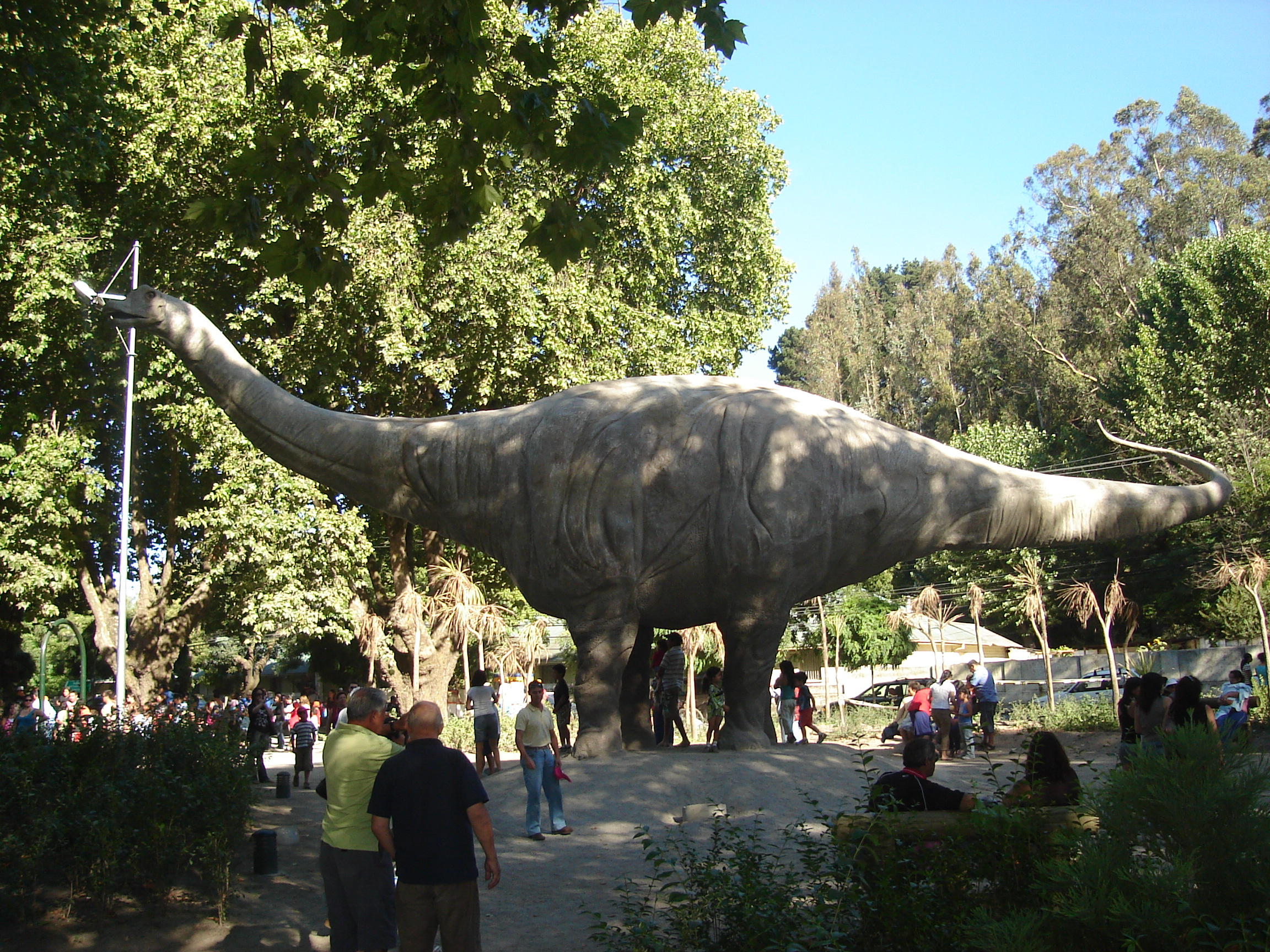
Diplodocus de 20 m de largo.